# Cohors VI Breucorum
Die Cohors VI Breucorum (deutsch 6. Kohorte der Breuker) war eine römische Auxiliareinheit. Sie ist durch Militärdiplome, eine Inschrift sowie Ziegelstempel belegt.

## Namensbestandteile
- Breucorum: [der] Breuker. Die Soldaten der Kohorte wurden bei Aufstellung der Einheit aus dem illyrischen Volk der Breuker auf dem Gebiet der römischen Provinz Pannonia rekrutiert.

Da es keine Hinweise auf die Namenszusätze milliaria (1000 Mann) und equitata (teilberitten) gibt, ist davon auszugehen, dass es sich um eine reine Infanterie-Kohorte, eine Cohors (quingenaria) peditata, handelt. Die Sollstärke der Einheit lag bei 480 Mann, bestehend aus 6 Centurien mit jeweils 80 Mann.

## Geschichte
Der erste Nachweis der Einheit in der Provinz Germania inferior beruht auf einem Militärdiplom, das auf 98 n. Chr. datiert ist. In dem Diplom wird die Kohorte als Teil der Truppen (siehe Römische Streitkräfte in Germania) aufgeführt, die in Germania inferior stationiert waren. Ein weiteres Militärdiplom, das auf 127 datiert ist, belegt die Einheit in derselben Provinz. In der Germania inferior ist sie als Garnison des Limeskastells Albaniana inschriftlich belegt.
Laut John Spaul wurde der Kohorte die Ehrenbezeichnung pia fidelis Domitiana nicht verliehen, mit der Domitian (81–96) die ihm treu gebliebenen römischen Streitkräfte in Germania inferior nach der Niederschlagung des Aufstands von Lucius Antonius Saturninus auszeichnete. Für Paul A. Holder gibt es gegenwärtig zu wenige Hinweise, um sagen zu können, ob die Einheit zu diesem Zeitpunkt in der Provinz war und ob sie die Ehrenbezeichnung verliehen bekam.

## Standorte
Bevor die Einheit nach Germania inferior verlegt wurde, war sie wohl in Moesia Superior stationiert. Standorte der Kohorte in den beiden Provinzen sind nicht bekannt.
Standort der Kohorte war:
- Kastell Albaniana: Ziegelstempel deuten darauf hin, dass der Einheit vermutlich zwischen 70 und 120 in Albaniana (heute Alphen aan den Rijn) stationiert war.[7][8]

## Angehörige der Kohorte
Ein Angehöriger der Kohorte ist bekannt:
- Vitel(lius) Ampliatus, möglicherweise ein Präfekt (AE 1980, 657)